# Eckhard Schmittdiel
Eckhard Schmittdiel (ur. 13 maja 1960 w Dortmundzie) – niemiecki szachista, arcymistrz od 1995 roku.

## Kariera szachowa
Pierwsze sukcesy zaczął odnosić w drugiej połowie lat 80. XX wieku. W 1986 został mistrzem Nadrenii Północnej-Westfalii, na przełomie 1987 i 1988 triumfował w Augsburgu, w 1988 podzielił I m. (wspólnie z Tiborem Tolnaiem i Gaborem Kallai) w Wiesbaden, w 1989 zwyciężył (wspólnie z Vlastimilem Hortem) w indywidualnych mistrzostwach Niemiec oraz samodzielnie w Budapeszcie (turniej Noviki-B), a w 1990 (razem z Romualdem Mainką) – w Pradze oraz samodzielnie w Groningen. Do jego znaczących wyników w kolejnych latach należą m.in. II m. w Dortmundzie (1993, za Nataszą Bojković), I m. (1994, Arnold Cup) oraz II m. (1994, Peer Gynt, za Vasiliosem Kotroniasem) w Gausdal, II m. w Wattens (1998, za Henrikiem Teske), II m. we Frankfurcie (1998, za Slavko Cicakiem), dz. I m. w Dortmundzie (1999, wspólnie z Zoltanem Vargą), I m. w Dortmundzie (2000), I m. w Tybindze (2001), dz. I m. w Deizisau (2002, Neckar Open, wspólnie z m.in. Rustemem Dautowem, Lewonem Aronianem, Ivanem Farago, Janem Gustafssonem i Władimirem Jepiszynem) oraz dz. I m. w Avoine (2005, wspólnie z m.in. Jeanem-Lukiem Seretem i Siergiejem Fiedorczukiem).
Najwyższy ranking w karierze osiągnął 1 lipca 1990 r., z wynikiem 2505 punktów zajmował wówczas 14. miejsce wśród niemieckich szachistów.